# Deutsche Ringermeisterschaften 1993
Die 53. deutschen Meisterschaften im Freistilringen wurden 1993 in Berlin ausgetragen.

## Ergebnisse

### Freistil
Die deutschen Meisterschaften im freien Stil wurden Anfang März 1993 in Berlin ausgetragen. Dabei kamen die folgenden Ergebnisse zustande.

#### Kategorie bis 48 kg
| Platz | Name             | Ort            | Verband |
| ----- | ---------------- | -------------- | ------- |
| 1     | Reiner Heugabel  | Mömbris        |         |
| 2     | Steffen Dietrich | Graben-Neudorf |         |
| 3     | Sven Schmücker   | Witten         |         |
| 4     | Sascha Pfeifer   | Schramberg     |         |

#### Kategorie bis 52 kg
| Platz | Name                | Ort            | Verband |
| ----- | ------------------- | -------------- | ------- |
| 1     | Volker Anger        | Witten         |         |
| 2     | Stanislas Kaczmarek | Schifferstadt  |         |
| 3     | Jörg Mimietz        | Graben-Neudorf |         |
| 4     | Jochen Richter      | Goldbach       |         |

#### Kategorie bis 57 kg
| Platz | Name             | Ort           | Verband |
| ----- | ---------------- | ------------- | ------- |
| 1     | Laszlo Miklosch  | Schifferstadt |         |
| 2     | Othmar Kuhner    | Schramberg    |         |
| 3     | Fazli Yeter      | Köllerbach    |         |
| 4     | Johannes Wrensch | Jena          |         |

#### Kategorie bis 62 kg
| Platz | Name                | Ort    | Verband |
| ----- | ------------------- | ------ | ------- |
| 1     | Ralf Lyding         | Witten |         |
| 2     | Jörg Helmdach       | Witten |         |
| 3     | Christian Graupeter | Witten |         |
| 4     | Uwe Pobeschinow     | Kahla  |         |

#### Kategorie bis 68 kg
| Platz | Name               | Ort           | Verband |
| ----- | ------------------ | ------------- | ------- |
| 1     | Georg Schwabenland | Wiesental     |         |
| 2     | Werner Kunz        | Aalen         |         |
| 3     | Andreas Kubiak     | Schifferstadt |         |
| 4     | Michael Schröer    | Hörde         |         |

#### Kategorie bis 74 kg
| Platz | Name              | Ort            | Verband |
| ----- | ----------------- | -------------- | ------- |
| 1     | André Backhaus    | Mömbris        |         |
| 2     | Michael Kothe     | Frankfurt/Oder |         |
| 3     | Alexander Leipold | Goldbach       |         |
| 4     | Georg Schatz      | Hallbergmoos   |         |

#### Kategorie bis 82 kg
| Platz | Name              | Ort          | Verband |
| ----- | ----------------- | ------------ | ------- |
| 1     | Hans Gstöttner    | Aalen        |         |
| 2     | Andreas Gräfe     | Elgershausen |         |
| 3     | Mario Gattner     | Schaafheim   |         |
| 4     | Ralf Fleckenstein | Goldbach     |         |

#### Kategorie bis 90 kg
| Platz | Name          | Ort        | Verband |
| ----- | ------------- | ---------- | ------- |
| 1     | Ingo Manz     | Witten     |         |
| 2     | Bodo Lukowski | Witten     |         |
| 3     | Yakup Gürler  | Köllerbach |         |
| 4     | Detlef John   | Wiesental  |         |

#### Kategorie bis 100 kg
| Platz | Name             | Ort           | Verband |
| ----- | ---------------- | ------------- | ------- |
| 1     | Arawat Sabejew   | Schifferstadt |         |
| 2     | Heiko Balz       | Luckenwalde   |         |
| 3     | Olaf Reichenbach | Jena          |         |
| 4     | Theo Bungard     | Köln-Mülheim  |         |

#### Kategorie bis 130 kg
| Platz | Name             | Ort     | Verband |
| ----- | ---------------- | ------- | ------- |
| 1     | Sven Thiele      | Witten  |         |
| 2     | Andreas Schröder | Aalen   |         |
| 3     | Torsten Wagner   | Mömbris |         |
| 4     | Heilo Geffke     | Leipzig |         |

## Quelle
- Ergebnisse ohne Bundesligen, Sport-Bild vom 10. März 1993, S. 68